# Blinkworthia convolvuloides
Blinkworthia convolvuloides är en vindeväxtart som beskrevs av David Prain. Blinkworthia convolvuloides ingår i släktet Blinkworthia och familjen vindeväxter. Inga underarter finns listade i Catalogue of Life.